# Othman A. Abbott

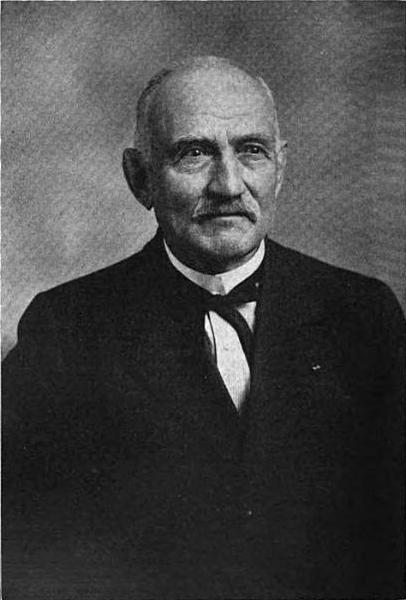
Othman A. Abbott, vor 1920

Othman Ali Abbott (* 19. September 1842 in Hatley, Québec, Provinz Kanada; † 24. Juni 1935 in Grand Island, Nebraska) war ein US-amerikanischer Politiker. Zwischen 1877 und 1879 war er Vizegouverneur des Bundesstaates Nebraska.

## Werdegang
Um das Jahr 1850 kam Othman Abbott mit seinen Eltern in das DeKalb County in Illinois. Später absolvierte er die High School in Belvidere. Während des  Bürgerkrieges diente er in einer Kavallerieeinheit aus Illinois im Heer der Union, in dem er bis zum Oberleutnant aufstieg. Nach einem Jurastudium und seiner 1867 erfolgten Zulassung als Rechtsanwalt begann er in Grand Island (Nebraska) in diesem Beruf zu arbeiten. Gleichzeitig schlug er als Mitglied der Republikanischen Partei eine politische Laufbahn ein. In den Jahren 1871 und 1875 nahm er als Delegierter an zwei Verfassungskonventen in Nebraska teil; 1872 wurde er Mitglied des Staatssenats. Er gehörte außerdem unter anderem der Veteranenorganisation Grand Army of the Republic und den Freimaurern an.
1876 wurde Abbott an der Seite von Silas Garber zum Vizegouverneur von Nebraska gewählt. Dieses Amt bekleidete er zwischen 1877 und 1879. Dabei war er Stellvertreter des Gouverneurs und formaler Vorsitzender des Staatssenats. Nach seiner Zeit als Vizegouverneur praktizierte er wieder als Anwalt. Er starb am 24. Juni 1935 in Grand Island, wo er auch beigesetzt wurde.